# Microwaves101
Microwaves101 ist eine frei zugängliche und durchsuchbare Online-Enzyklopädie in englischer Sprache zum Thema Mikrowellen.

## Zweck
Ziel ist, der internationalen Mikrowellen-Gemeinschaft, also den Menschen, die sich professionell (als Wissenschaftler oder Ingenieure) mit dem Thema befassen, eine praktische und ständig wachsende Wissensquelle bereitzustellen, die möglichst alle Grundlagen und Hilfsmittel für den Entwurf, die Entwicklung und die Überprüfung von Mikrowellenschaltungen und Systemen abdeckt.
Sie wendet sich in erster Line an Fachleute auf dem Gebiet der Hochfrequenz- (HF) und Mikrowellentechnik. Außer „Funk-Profis“ können natürlich auch Funkamateure und an der Technik interessierte Laien hier nützliches Wissen erfahren.

## Inhalt
Im Wesentlichen enthält die Enzyklopädie – ähnlich wie die Wikipedia – zahlreiche separate Artikel zu bestimmten Begriffen dieser speziellen Thematik, beispielsweise Phasenschieber (Phase Shifters), Richtkoppler (Directional Couplers) oder Stehwellenverhältnis (Voltage standing wave ratio). Nach solchen Artikeln kann entweder frei über den Begriff gesucht werden oder sie können anhand eines alphabetischen Index oder eines thematischen Verzeichnisses gefunden werden.
Neben der eigentlichen Enzyklopädie gibt es noch den Bereich Calculators mit nützlichen Umrechnungshilfen aller Art, sowie einen Download-Bereich zu den Themenbereichen:
- Projekte zur elektronischen Design-Analyse (EDA)
- Ausführbare Dateien
- Tabellenkalkulations- und Text-Downloads
- Grafiken
- Poster
- Informationen

Ergänzt wird es durch ein Glossar zu hunderten von gängigen Akronymen, die in Gänze selbst dem besten Mikrowellenexperten der Welt kaum bekannt sein dürften.

## Geschichte
Seit ihrem ersten Netzauftritt im Jahr 2001 wird die Enzyklopädie durch eine aktive Gemeinschaft gepflegt und ständig erweitert. Jedermann kann über Diskussionsforen teilnehmen und sein eigenes Fachwissen beitragen. Kritik, Ergänzungsvorschläge sowie Hinweise auf Fehler sind ausdrücklich erlaubt und jederzeit hochwillkommen.